# Dente decíduo

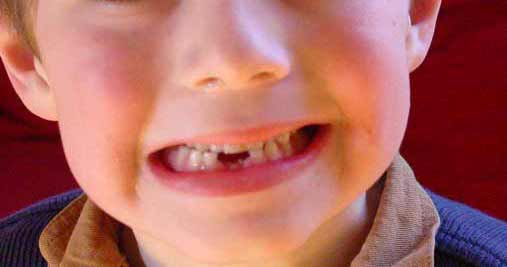
Normalmente, após a queda o dente de leite, o dente permanente demora cerca de 1 mês para nascer.

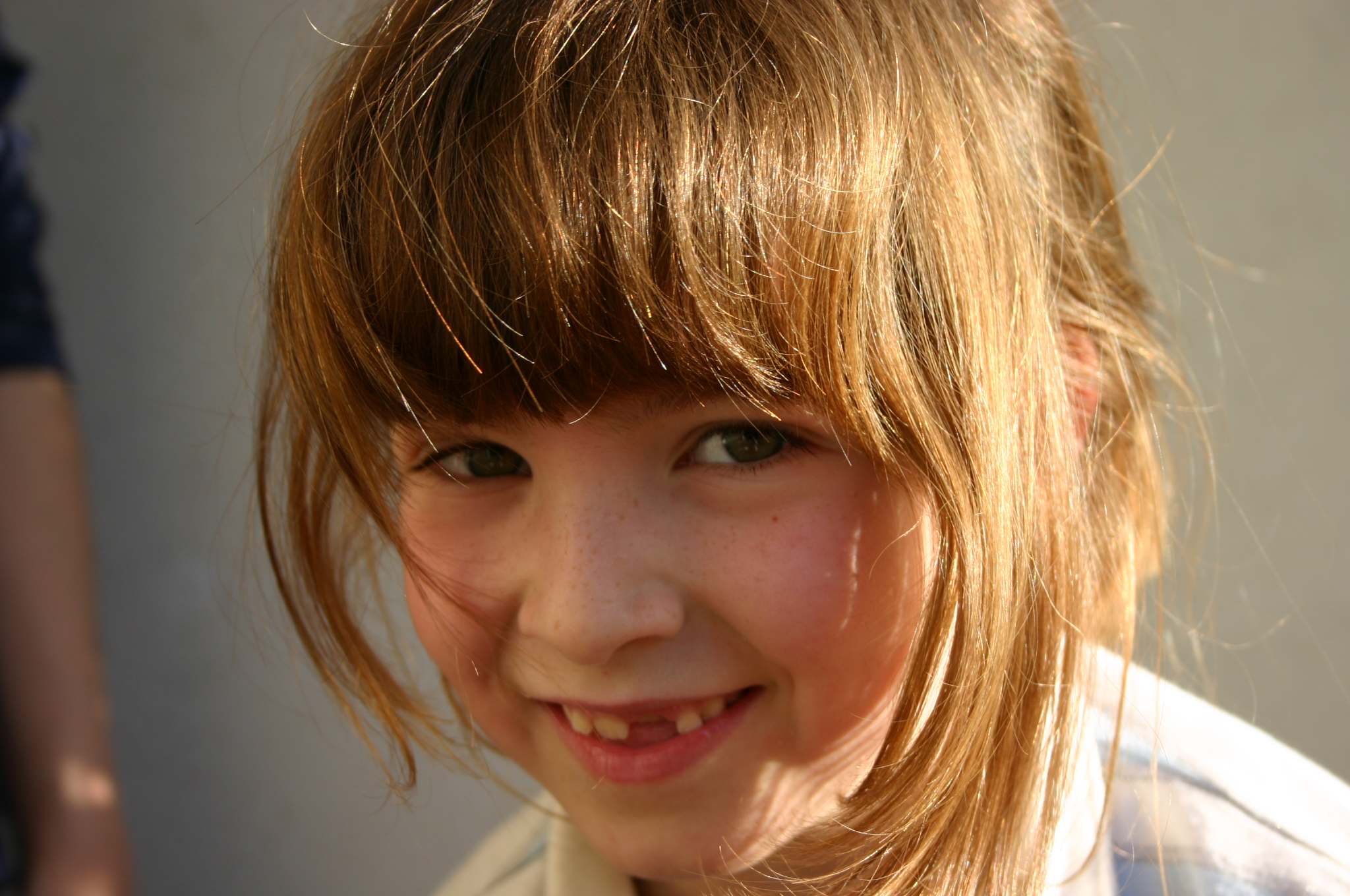
Os dentes de leite começam a ser perdidos por volta dos 6 anos de idade, iniciando quase sempre com a troca dos incisivos inferiores, sendo substituída pelos dentes permanentes.

O dente decíduo é o dente que surge durante a ontogenia de humanos e outros mamíferos. O desenvolvimento dentário começa durante o período embrionário e os dentes tornam-se visíveis (erupção dentária) na boca durante a infância. Esses dentes são popularmente conhecidos como dentes de leite, cuja denominação surgiu devido a sua coloração ser mais branca, opaca e leitosa. Quando comparados aos permanentes se apresentam em menor tamanho e possuem as raízes mais curtas, além de não possuir os pré-molares e sisos. A dentição decídua completa é composta por 20 dentes.
Os dentes decíduos exercem função vital no desenvolvimento dos músculos da mastigação e na formação dos ossos da face, além de desempenharem um papel importante na localização, no alinhamento e na oclusão dos dentes permanentes.
Por apresentarem o esmalte mais permeável e delgado, ele é mais facilmente desgastado comparado ao esmalte do dente permanente. Logo, é de suma importância realizar uma higiene diária adequada, para evitar o desenvolvimento da doença cárie.

## Cronologia de erupção da dentição decídua
Aproximadamente, aos 6 meses (podem ocorrer variações) de idade inicia-se o processo de nascimento dos dentes denominado erupção dentária, esse processo continua até que os 20 dentes decíduos estejam em boca. A maioria dos bebês nasce sem dentes, mas as coroas totalmente formadas estão dentro da gengiva, prontas para surgir. Os dentes geralmente começam a nascer na boca de uma criança em uma determinada sequência, a ordem de erupcão dos dentes decíduos ocorre na seguinte ordem para o arco inferior e arco superior:
1. Incisivos centrais
2. Incisivos laterais
3. Primeiros molares
4. Caninos
5. Segundos molares

Podem ocorrer mudanças na ordem de erupção dentária. Tais mudanças devem ser monitoradas e investigadas. O Odontopediatra é o profissional mais indicado para o acompanhamento de todo o processo de erupção dentária.

## Primeira dentição no bebê

### Sintomas comuns durante o nascimento dos dentes

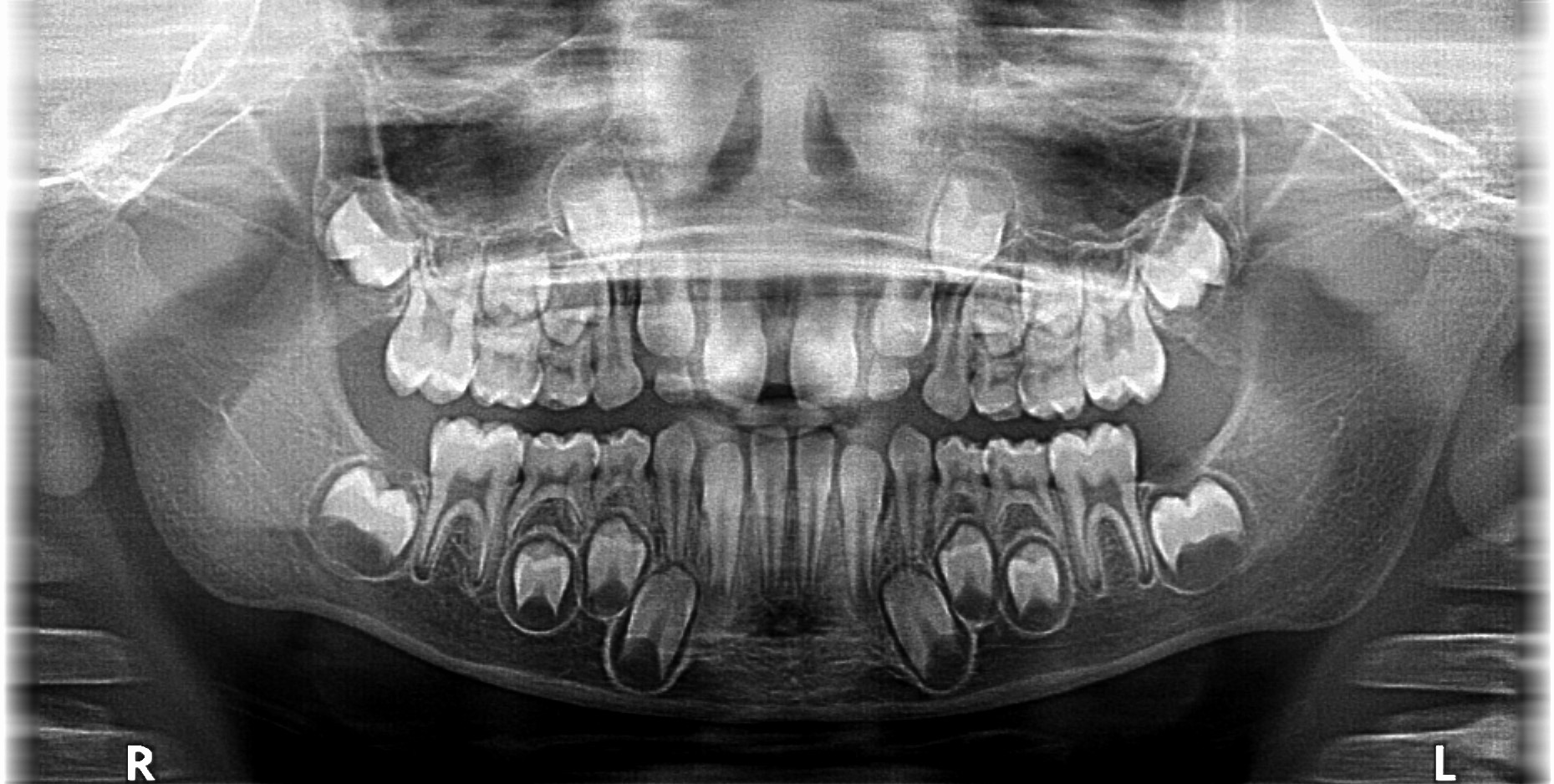
Radiografia panorâmica - nessa imagem pode ser observada a fase de dentição mista, com dentes permanentes e decíduos presentes.

O processo de erupção dentária não é assintomático e em muitas ocasiões, é doloroso e incômodo para o bebê. Podem apresentar-se os seguintes sintomas:
- Criança leva os dedos e mãos na boca com muita frequência e demonstra desejo de morder para pressionar as gengivas.
- Salivação mais abundante que o habitual.
- Irritabilidade.
- Diminuição do apetite pelo aumento da dor que produz a sucção.

### Alívio de sintomas da erupção dentária
Há uma variedade de medidas promovidas para aliviar o mal-estar do bebê durante o surgimento dos dentes, incluindo:
- Mordedores com conteúdo líquido podem ser colocados na geladeira para serem resfriados.
- Esfregar a gengiva suavemente com um dedo previamente mergulhados em água fria.
- Alimentos e líquidos frios.

Alguns lugares afirmam que géis e pomadas são contra indicados por conta de possíveis reações alérgicas.

## A dentição decídua

### Funções dos dentes decíduos
Os dentes decíduos desempenham as seguintes funções:
- Preparar os alimentos para a digestão e assimilação em etapas em que a criança está em máximo crescimento.
- Servem de guia de erupção: mantêm o espaço para a dentição permanente.
- Estimulam o crescimento dos maxilares com a mastigação.
- Fonação: os dentes anteriores intervêm na criação de certos sons.
- Estética.

Perder um dente decíduo antes que este esteja pronto para cair pode causar problemas nos dentes permanentes. A perda de um dente decíduo significa redução do espaço disponível para os dentes permanentes, podendo ocasionar diversos problemas ortodônticos.

### Peculiaridades da dentição decídua
O dente decíduo é menos mineralizado do que o dente permanente, sendo bem mais branco que os dente permanente. Se uma criança apresenta dentição mista, com dentes decíduos e permanentes, é fácil identificar quais são os dentes permanentes, já que eles tendem a ser um pouco maiores e com uma coloração mais amarelada. Uma vez que os dentes decíduos estão fadados a cair, possuem raízes com formato diferente dos dentes permanentes. As raízes da dentição decídua são mais finas quando comparadas as raízes dos dentes permanentes. Outra grande diferença entre os dentes primários e os dentes decíduos é o número deles. Normalmente, as pessoas têm 20 dentes de leite e 32 permanentes, incluindo os quatro dentes do siso. A falta (agenesia dentária) ou acréscimo (dente supranumerário) de elementos dentários pode ocorrer e é uma alteração comum. Parte do que determina a diferença em termos numéricos é o fato de que a boca de uma criança é muito menor que a de um adulto, as crianças não têm espaço para 8 a 12 molares. No entanto, à medida que as crianças crescem, a mandíbula também cresce dá espaço aos dentes adicionais.

## Características dos dentes decíduos

### Anatomia dentária em dentes decíduos
Na dentição decídua há 20 dentes  no total: 8 incisivos, 4 caninos e 8 molares decíduos.

#### Dentes superiores

##### Incisivo central superior

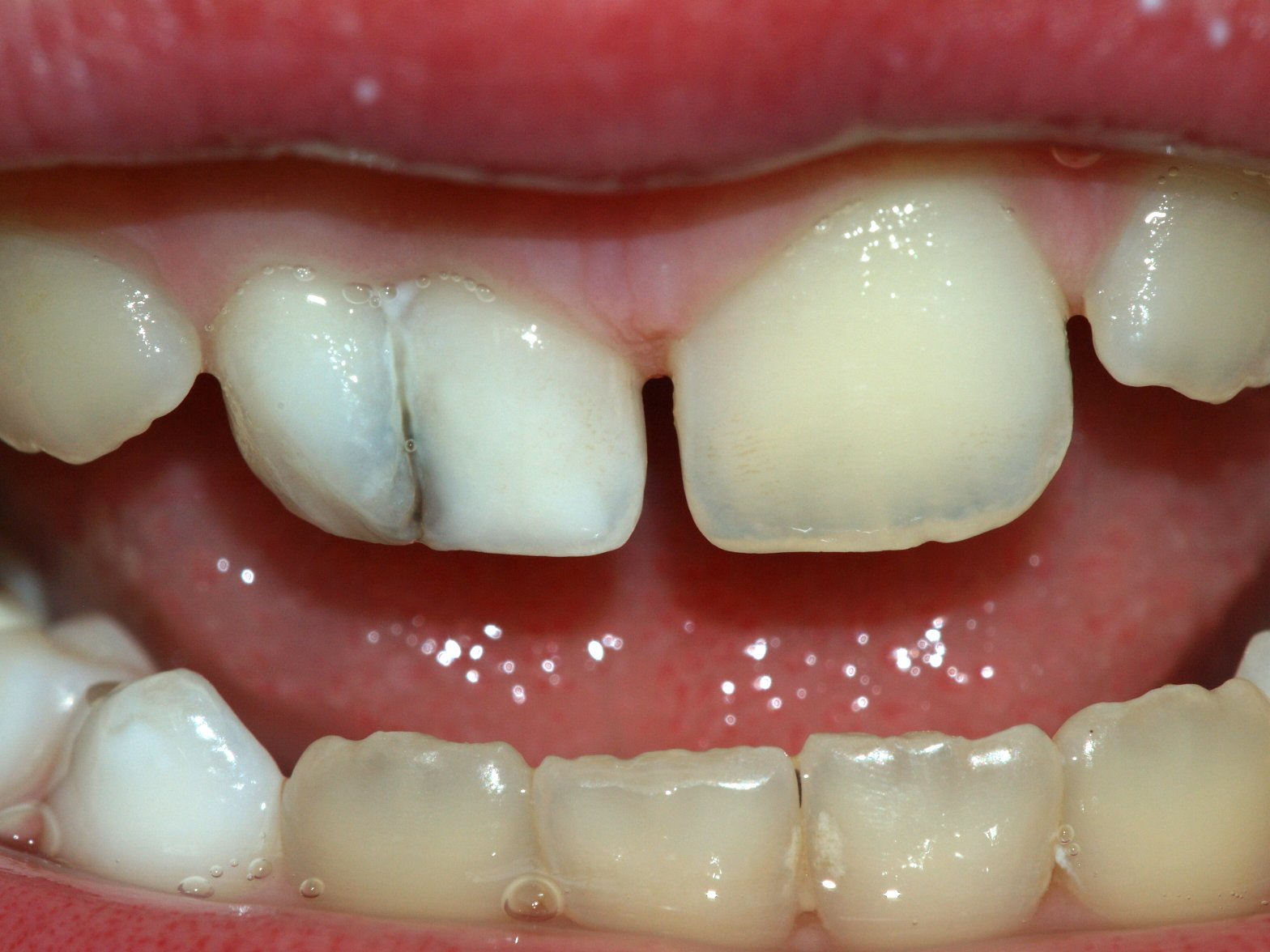
Nesta imagem pode ser observada uma alteração comum na qual dois dentes fusionados formam o incisivo central superior.

Aspecto aplanado, o ângulo mesioincisal recto, o distoincisal mais obtuso e arredondado. Apresenta um cordão desenvolvido, em sua superfície palatina, que divide esta superfície em duas fossas: mesial e distal. A raiz é única, cônica e o seu comprimento é duas vezes e meia a da coroa, ápice desviado ao vestibular. A câmara pulpar tem 2 protuberâncias pulpares, mesial e distal, sendo mais pronunciada a mesial.

##### Incisivo lateral superior
É dos poucos dentes na dentição de leite em que o comprimento cervicoincisal é maior à mesiodistal. Tal como o central tem um cordão com 2 fossas, mas menos pronunciado. A raiz em relação à coroa é mais larga que a do incisivo central. Ápice também desviado ao vestibular.

##### Canino superior
Apresenta uma grande cúspide que divide a borda incisal em duas vertentes, sendo a mesial de maior tamanho que a distal. A sua superfície vestibular apresenta 3 lóbulos de desenvolvimento, sendo o maior o central, depois o distal e o mais pequeno o mesial.
Na sua superfície palatina, que é muito convexa, aprecia-se um cordão muito desenvolvido e que delimita duas fossas com cresta lingual que as divide em mesial e distal. A raiz é única, cônica, larga e grossa, sofre um engrossamento por cima da linha cervical, o ápice está dirigido ao vestibular. Este é um dente que dá forma ao conjunto de dentes tanto inferior como superior.

##### Primeiro molar superior
É o dente que mais se parece com o seu sucessor, o primeiro pré-molar superior. A superfície oclusal tem forma trapezoidal, sendo a base maior o lado vestibular. tem 3 cúspides: 2 vestibulares e una palatina, a maior é a palatina, depois a mesiovestibular e por último a distovestibular. A forma trapezoidal é por uma dupla convergência. Por um lado as faces interproximais convergem para palatina, e por outro as faces vestibular e palatina convergem para distal. Possui 3 raízes alongadas, finas e muito divergentes, a raiz maior é a palatina, e a mais pequena a distovestibular.

##### Segundo molar superior
Na união das faces palatina e mesial, no terço médio encontramos o tubérculo de Carabelli que é uma quinta cúspide acessória que aparece às vezes. Tem um sulco que por vezes tem cáries e há que explorar. A superfície oclusal tem forma romboidal, presenta 4 cúspides: 2 vestibulares e 2 palatinas, a maior é a mesiopalatina e a menor é a distopalatina. Há uma profunda fossa central que se forma da união das vertentes das cúspides vestibulares com a mesiopalatina. Há a cresta ou aresta oblíqua que une as cúspides mesiopalatinas com a distovestibular. Tem 3 raízes, a maior é a palatina que em ocasiões se une à raiz distovestibular. A câmara pulpar segue a forma externa do dente, com 4 protuberâncias pulpares ou 5 se há tubérculo de Carabelli, o mais proeminente é o mesiovestibular seguido do mesiopalatino. em total há 3 condutos radiculares, um por raiz, embora por vezes a raiz mesiovestibular possa ter 2, de forma que haveria 4 condutos no total.

#### Dentes inferiores

##### Incisivo central inferior
É o menor dente de todo o organismo, e tem o diâmetro cervicoincisal maior que o mesiodistal. A face vestibular possui superfície achatada sem sulcos de desenvolvimento. A face palatina é quase lisa, apresentando um cíngulo e cristas marginais. A raiz é única, cônica, regular, com o ápice inclinado à distal e à vestibular, com dimensão aproximadamente igual ao dobro do comprimento da coroa. Finalmente a câmara pulpar segue a forma externa do dente, com duas protuberâncias pulpares, sendo mais marcada a mesial.

##### Incisivo lateral inferior
Apresenta anatomia semelhante ao incisivo central inferior decíduo, embora ligeiramente maior em todas dimensões, exceto no sentido vestíbulo-lingual. Tem o ângulo distal da aresta incisal mais arredondado que no incisivo central inferior, no que é mais simétrico. A aresta incisal estará inclinada a distal também. Raiz cônica e com o ápice a distal.

##### Canino inferior
A coroa é menos volumosa que a do canino superior, possui forma lanceolada (forma de lança), a dimensão cervico-incisal (vertical) é maior que a dimensão mesio-distal (transversal); a raiz é mais curta que a raiz do canino superior, mas é achatada no sentido mesio-distal.

##### Primeiro molar inferior
Na face vestibular teremos uma cresta vestibulogengival que tem um maior tamanho a nível mesial chamada tubérculo de Zuckerkandl. A sua superfície oclusal tem forma romboidal, com 4 cúspides: 2 vestibulares e 2 linguais. A cúspide maior é a mesiovestibular, são sempre maiores as cúspides mesiais que as distais. Há uma crista transversa ou crista vestibulolingual que une as 2 cúspides mesiais, por mesial e distal de esta crista formam-se fossas e ligeiramente mais para o distal está a fossa central. Tem 2 raízes com um diâmetro vestibulolingual maior que o mesiodistal, a raiz maior é a mesial e a pequena a distal. A câmara pulpar segue a forma externa do dente com quatro protuberâncias pulpares, sendo a mais proeminente a mesiovestibular, há 3 condutos para as 2 raízes, tendo a raiz mesial 2.

##### Segundo molar inferior
Este dente, de forma retangular na face oclusal, assemelha-se muito ao primeiro molar permanente, tem 5 cúspides: 3 vestibulares e 2 linguais; a mais pequena é a distovestibular, apresenta uns sulcos em forma de W com 3 fossas: 1 central e 2 mais pequenas, distal e mesial. Apresenta 2 raízes, mais largas e divergentes que as do primeiro molar inferior, sendo mais larga a mesial, tem 3 condutos em total, 2 na raiz mesial e 1 na distal; tem 5 protuberâncias pulpares, sendo a mais acentuada a mesiovestibular.

## Cuidados com os dentes dos bebês e crianças
Bebês e crianças pequenas não conseguem cuidar sozinhas dos dentes, então cabe aos pais ajudá-los. Os pais podem a começar os cuidados bucais dos bebês antes mesmo que o primeiro dente apareça, limpando a gengiva deles com uma gaze ou um pano limpo e úmido quando julgarem necessário. Após o nascimento do primeiro dente, dedeiras não são recomendadas e a higienização deve ser feita com escova e pasta de dente contendo flúor na quantidade correta. Os pais devem escovar os primeiros dentes dos bebês e supervisionar as crianças pequenas quando estiverem escovando os dentes. Até os 12 anos de idade, a criança não desenvolveu habilidade motora para realizar uma higiene bucal eficiente, portanto, cabe aos pais monitorar a higienização diariamente. Não dê ao bebê chupetas que foram mergulhadas em uma substância doce nem permita que ele durma enquanto toma uma mamadeira com leite, fórmula, suco ou líquido adoçado, essas práticas podem ocasionar o surgimento da cárie. O primeiro conjunto de dentes de uma criança é uma grande oportunidade de aprendizado sobre bons hábitos de higiene bucal. Quando os dentes decíduos são saudáveis, preparam o caminho para dentes permanentes igualmente saudáveis. Ensine seus filhos a cuidar dos dentes e eles poderão colher os benefícios dessa atitude pelo resto da vida.

## Tratamento para cárie em dentes decíduos
A cárie dentária nos dentes decíduos tende a progredir muito rapidamente e muitas vezes atinge a polpa do dente. Em casos de cárie dentária extensa, a polpa deve ser tratada para manter a saúde do dente e dos seus tecidos de suporte. No tratamento pulpar, as áreas de cárie e tecido pulpar infectado são removidos e, em seguida, a polpa é selada com medicamentos.
Medicamentos são medicamentos colocados sobre a polpa para manter a sobrevivência e promover o reparo. As opções de tratamento incluem: 
- capeamento pulpar indireto (IPC)
- capeamento pulpar direto (DPC)
- Pulpotomia
- Pulpectomia

O capeamento pulpar indireto (IPC) é um tratamento que deixa o material dentário cariado mais profundo (dentina) próximo à polpa intacto para evitar a exposição da polpa. A dentina afetada pela cárie é coberta com um medicamento biocompatível para formar uma vedação sobre o dente. Os medicamentos usados na PCI incluem hidróxido de cálcio e alternativas, incluindo agentes de ligação e forros.
O capeamento pulpar direto (DPC) é um tratamento realizado quando ocorre uma exposição pulpar pontual ou pequena de 1 mm ou menos após a remoção da escavação de material dentário cariado (dentina). A polpa é coberta com um medicamento. Esta técnica costuma ser evitada quando a polpa é exposta devido a lesão, e geralmente não é aceita para o tratamento de exposições pulpares cariosas em dentes decíduos, pois tem-se mostrado pouco eficaz. Os medicamentos usados na DPC incluem hidróxido de cálcio e alternativos, como agregado de trióxido mineral (MTA).
Pulpotomia é um tratamento realizado num dente decíduo com cárie extensa sem envolver polpa no canal radicular (polpa radicular) (Cochrane). Toda a polpa coronal é removida e o sangramento da polpa radicular é interrompido. A polpa radicular restante é tratada com medicamentos. A pulpotomia é a técnica de terapia pulpar vital mais frequentemente utilizada para cáries dentárias profundas em dentes decíduos. Os medicamentos usados na pulpotomia comumente incluem formocresol, MTA e sulfatos férricos e menos comumente hipoclorito de sódio, hidróxido de cálcio e silicato tricálcico.
Pulpectomia é um tratamento realizado num dente decíduo com extensa cárie e que envolve polpa no canal radicular (polpa radicular com pulpite irreversível ou necrose). A polpa radicular é removida, os canais pulpares são preenchidos com um medicamento e uma obturação é colocada no dente. Os medicamentos usados na pulpectomia incluem materiais reabsorvíveis para que sofram reabsorção (dissolução) junto com a raiz do dente decíduo para permitir a esfoliação do dente e substituição por dentes sucessores permanentes.